# Parmotrema pseudograyanum
Parmotrema pseudograyanum är en lavart som först beskrevs av Hale, och fick sitt nu gällande namn av Sérus. Parmotrema pseudograyanum ingår i släktet Parmotrema och familjen Parmeliaceae.   Inga underarter finns listade i Catalogue of Life.